# Al-Ašraf Kajtbáj
Al-Ašraf Kajtbáj (Kait Bey) (1416/ 1418 – 1496) byl osmnáctým mameluckým sultánem v letech 1468–1496.
Narodil se jako Čerkes, poté byl koupen devátým sultánem Barsbayem (1422–1438), posléze propuštěn jedenáctým sultánem Jaqmaqem (1438–1453).
Za jeho vlády se stabilizoval stav a ekonomika mamlúckého sultanátu, konsolidoval severní hranice sultanátu s Osmanskou říší, když uzavřel mír se sultánem Bajezidem II, podporoval obchod s tehdejšími státy a proslul jako velký mecenáš umění a architektury.
I když Kait Bey vedl šestnáct vojenských tažení, nejvíce je připomínán pro své velkolepé stavební projekty, které se budovaly pod jeho záštitou. Proslul jako architektonický patron měst Mekky, Medíny, Jeruzalému, Damašku, Aleppa, Alexandrie a hlavních čtvrtí Káhiry.